# رضا مقصودی

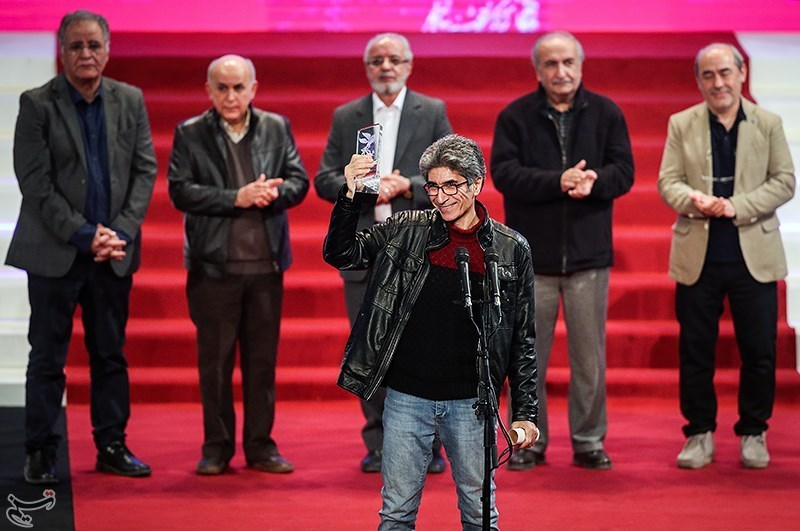
رضا مقصودی (در پیش‌زمینه) در اختتامیه سی‌وششمین دوره جشنواره فیلم فجر

رضا مقصودی (زادهٔ ۱۵ اردیبهشت ۱۳۴۰ تهران) کارگردان و فیلم‌نامه‌نویس اهل ایران است.
او فعالیت در سینما را از سال ۱۳۶۵ با نوشتن فیلمنامه و کارگردانی فیلم کوتاه بال‌های بیداری و فیلم‌نامه‌نویسی در سینما را سال ۱۳۷۴ با لیلی با من است، آغاز کرد. مقصودی در سال ۱۳۷۴ برنده جایزه سیمرغ بلورین بهترین فیلم‌نامه برای فیلم لیلی با من است شده است.

## فیلم‌شناسی

### کارگردان
| نام                          | ساخت | انتشار        | نوع              | شبکه  |
| ---------------------------- | ---- | ------------- | ---------------- | ----- |
| خجالت نکش۲:جدایی قنبر از صنم | ۱۴۰۲ | ۱۴۰۳          | فیلم             | سینما |
| دوپینگ                       | ۱۳۹۸ | ۲۶ اسفند ۱۳۹۸ | مجموعه تلویزیونی | ۳سیما |
| خجالت نکش                    | ۱۳۹۶ | ۱۳۹۷          | فیلم             | سینما |

### نویسنده
| نام                          | ساخت | انتشار  |
| ---------------------------- | ---- | ------- |
| خجالت نکش۲:جدایی قنبر از صنم | ۱۴۰۲ | ۱۴۰۳    |
| خجالت نکش                    | ۱۳۹۶ | ۱۳۹۷    |
| من سالوادور نیستم            | ۱۳۹۴ | ۱۳۹۴    |
| اخلاقتو خوب کن               | ۱۳۸۹ | ۱۳۸۹–۹۰ |
| از رئیس‌جمهور پاداش نگیرید    | ۱۳۸۷ | ۱۳۹۴    |
| همیشه پای یک زن در میان است  | ۱۳۸۶ | ۱۳۸۷    |
| زخم زیتون                    | ۱۳۸۳ | ۱۳۸۳    |
| شیدا                         | ۱۳۷۷ | ۱۳۷۷    |
| مهر مادری                    | ۱۳۷۶ | ۱۳۷۶    |
| لیلی با من است               | ۱۳۷۴ | -       |
| کوچه و موزه                  | ۱۳۷۳ | ۱۳۷۳    |

## جوایز
- برنده سیمرغ بلورین بهترین کارگردان فیلم اول برای فیلم خجالت نکش در سی و ششمین دوره جشنواره فیلم فجر (۱۳۹۶)
- برنده جایزه سیمرغ بلورین بهترین فیلم‌نامه برای فیلم لیلی با من است در چهاردهمین دوره جشنواره فیلم فجر (۱۳۷۴)
- برنده جایزه دیپلم افتخار بهترین فیلم‌نامه برای فیلم کوچه و موزه در سیزدهمین دوره جشنواره فیلم فجر (۱۳۷۳)